# 135e Vestingsbrigade
De 135e Vestingsbrigade (Duits: Festungs-Brigade 135 ) was een Duitse brigadestaf van de Wehrmacht tijdens de Tweede Wereldoorlog.

## Oprichting en krijgsgeschiedenis
Op 8 april 1944 werd de staf van Vestingsbrigade Almers omgedoopt in 135e Vestingsbrigade. De brigade werd gebruikt als staf voor de vestingbataljons die rond La Spezia en Elba werden ingezet (905e, 906e en 907e bij La Spezia, 902e, 908e op Elba). De 2 bataljons op Elba verdedigden het eiland van 17 tot 20 juni 1944 tegen een geallieerde invasie (Operatie Brassard). Slechts een klein deel kon op 20 juni naar het vasteland geëvacueerd worden. Begin 1945 stond de staf onder bevel van Armee Ligurien. 
Aan het einde van de oorlog was de staf in actie onder het bevel van de Kommandantur Genua.

## Bovenliggende bevelslagen
| Legerkorps     | Leger                      | Legergroep     | Plaats/regio | Begin               | Eind                |
| -------------- | -------------------------- | -------------- | ------------ | ------------------- | ------------------- |
| 75e Legerkorps | Armee-Abteilung von Zangen | Heeresgruppe C | Ligurië      | 8 april 1944        | 31 juli 1944        |
| 75e Legerkorps | Armee Ligurien             | Heeresgruppe C | Ligurië      | 31 juli 1944        | 17-20 november 1944 |
| ??             | Armee Ligurien             | Heeresgruppe C | Ligurië      | 17-20 november 1944 | april 1945          |

## Commandanten
| Rang   | Naam        | Begin        | Eind     |
| ------ | ----------- | ------------ | -------- |
| Oberst | Kurt Almers | 8 april 1944 | mei 1945 |

Vestingsbrigade Almers · Vestingsbrigade Belfort · Vestingsbrigade Korfoe · Vestingsbrigade Kreta · 1e Vestingsbrigade Kreta · 2e Vestingsbrigade Kreta · Vestingsbrigade Lofoten · Vestingsbrigade Sebastopol · 135e Vestingsbrigade · 939e Vestingsbrigade · 963e Vestingsbrigade · 964e Vestingsbrigade · 966e Vestingsbrigade · 967e Vestingsbrigade · 968e Vestingsbrigade · 969e Vestingsbrigade · 1017e Vestingsbrigade